# Оринбай
Оринба́й (каз. Орынбай) — село у складі Жанааркинського району Улитауської області Казахстану. Адміністративний центр Оринбайського сільського округу.
Населення — 393 особи (2021; 520 у 2009, 581 у 1999, 991 у 1989).
Національний склад станом на 1989 рік:
- казахи — 63 %.